# 104-я стрелковая дивизия
104-я стрелковая дивизия — воинское соединение Вооружённых Сил СССР в Великой Отечественной войне.
Сокращённое наименование — 104 сд.

## История
Сформирована марте—июне 1939 года в Мурманске, на основании постановления Ленинградского военного округа от 29 апреля 1939 года, как 104-я горнострелковая дивизия на базе 162-го стрелкового полка 54-й стрелковой дивизии, которому присвоили № 217. 30 июня 1939 года дивизия была полностью укомплектована и приступила к боевой и политической подготовке. В первых числах сентября 1939 года части дивизии передислоцируются в район Титовки, на Рыбачий и Средний полуострова, где продолжили учёбу.

### Зимняя война
Период вхождения в действующую армию: 30 ноября 1939 года — 13 марта 1940 года.
В ноябре 1939 года дивизия в составе 217-го, 242-го горнострелковых и 290-го артиллерийского полков перешла финскую границу имея задачу занять порт Петсамо и западные части полуостровов Рыбачий и Средний. 273-й горнострелковый полк действовал отдельно от дивизии на Кандалакшском направлении.
Летом 1940 года переформирована в 104-ю стрелковую дивизию.

### Великая Отечественная война
Период вхождения в действующую армию: с 22.06.1941 по 14.11.1944, с 11.12.1944 по 09.05.1945.
На 22.06.1941 года дислоцировалась в районе Лоухи, Кандалакша, Кестеньга, составляя второй эшелон армии, и уже совершала переход на Кандалакшское направление.
С начала июля 1941 года заняла рубеж (без 242-го стрелкового полка, находящегося на Кестеньгском направлении) у озёр Куолаярви и Апаярви во второй полосе обороны, позади 122-й стрелковой дивизии. С отходом последней с 08.07.1941 года вступает в бои на указанном рубеже. В середине августа 1941 года дивизия была вынуждена отойти на 4 километра восточнее Алакуртти, где вновь закрепилась на оборонительном рубеже, в сентябре 1941 года вела ожесточённые бои, а затем и держала там оборону при стабильном фронте до осени 1944 года. С 07.09.1944 года дивизия участвовала в преследовании противника на кандалакшском и кестеньгском направлениях, на своём участке перешла в наступление, освободила населённые пункты Лиоколахти и Корья, овладела мостом через Курми-Ярви, вышла на государственную границу с Финляндией, 02.10.1944 достигла рубежа реки Наруска-иоки, деревни Котала, что в 5-6 километрах западнее границы.
11.10.1944 погрузилась на станции Алакуртти, к 23.10.1944 сосредоточилась в районе Луостари.
В декабре 1944 дивизию перебросили в Румынию, 04.12.1944 прибыла в Плоешти, затем передислоцирована под Бухарест, где стояла до января 1945 года.
В январе 1945 года переброшена в Венгрию, отражает удар вражеских войск на восточном берегу канала Шарвиз. 18.01.1945 получила приказ из второго эшелона корпуса переместиться к югу, занять оборону в районе Херцегфальфа, с тем чтобы не допустить дальнейшего продвижения противника в сторону Дуная. Приказ, в связи с прорывом врага не был выполнен. К 20.01.1945 года попала в окружение, вела бои в окружении по рубежу Аба, Шаркерестур, Якобсаллаш, Шарашд, c 21.01.1945 прорывается к своим, при поддержке 100-й танковой бригады, к 26.01.1945 вышла с боями в направлении Шарашд, Чиллар, будучи поддержанной 110-й и 32-й моторизованными бригадами, на рубеж Цеце, северо-западнее Дунафёльдвар.
К 28.01.1945 года была пополнена и нанесла удар на север между каналом Шарвиз и Дунаем, к 31.01.1945 вышла на рубеж господский двор Сильфа, деревня Шарсентагота.
06.02.1945 вышла на рубеж Гуйя, Шопонья, Калоз, форсировала канал Шарвиз и овладела плацдармом на его западном берегу. С 12 по 15.02.1945 ведёт ожесточённые бои на рубеже, 242-й стрелковый полк — в окружении. В двадцатых числах февраля была отведена в резерв.
С 03.03.1945 передислоцирована на южное крыло фронта в район в район Меренье, Капошмере, Бардудворнюк, и была изъята в резерв фронта.
Принимала участие в Будапештской операции, затем в Балатонской оборонительной операции, в ходе Венской стратегической операции наступала из района Надьбайом на Надьканижа и далее на запад. В апреле 1945 года продолжает наступление в Югославии
С 16.04.1945 года находилась на обороне границы Австрии и Венгрии. В сентябре 1945 года расформирована в Румынии.

## В составе
| Подчинение      | Подчинение                  | Подчинение | Подчинение                        | Подчинение                    |
| Дата            | Фронт (военный округ)       | Армия      | Корпус                            | Примечания                    |
| --------------- | --------------------------- | ---------- | --------------------------------- | ----------------------------- |
| 22.06.1941 года | Ленинградский военный округ | 14-я армия | 42-й стрелковый корпус            | с 24.06.1941 — Северный фронт |
| 01.07.1941 года | Северный фронт              | 14-я армия | 42-й стрелковый корпус            | -                             |
| 10.07.1941 года | Северный фронт              | 14-я армия | 42-й стрелковый корпус            | -                             |
| 01.08.1941 года | Северный фронт              | 14-я армия | 42-й стрелковый корпус            | -                             |
| 01.09.1941 года | Карельский фронт            | 14-я армия | 42-й стрелковый корпус            | -                             |
| 01.10.1941 года | Карельский фронт            | 14-я армия | 42-й стрелковый корпус            | -                             |
| 01.11.1941 года | Карельский фронт            | 14-я армия | -                                 | -                             |
| 01.12.1941 года | Карельский фронт            | 14-я армия | -                                 | -                             |
| 01.01.1942 года | Карельский фронт            | 14-я армия | -                                 | -                             |
| 01.02.1942 года | Карельский фронт            | 14-я армия | -                                 | -                             |
| 01.03.1942 года | Карельский фронт            | 14-я армия | -                                 | -                             |
| 01.04.1942 года | Карельский фронт            | 14-я армия | -                                 | -                             |
| 01.05.1942 года | Карельский фронт            | 19-я армия | -                                 | -                             |
| 01.06.1942 года | Карельский фронт            | 19-я армия | -                                 | -                             |
| 01.07.1942 года | Карельский фронт            | 19-я армия | -                                 | -                             |
| 01.08.1942 года | Карельский фронт            | 19-я армия | -                                 | -                             |
| 01.09.1942 года | Карельский фронт            | 19-я армия | -                                 | -                             |
| 01.10.1942 года | Карельский фронт            | 19-я армия | -                                 | -                             |
| 01.11.1942 года | Карельский фронт            | 19-я армия | -                                 | -                             |
| 01.12.1942 года | Карельский фронт            | 19-я армия | -                                 | -                             |
| 01.01.1943 года | Карельский фронт            | 19-я армия | -                                 | -                             |
| 01.02.1943 года | Карельский фронт            | 19-я армия | -                                 | -                             |
| 01.03.1943 года | Карельский фронт            | 19-я армия | -                                 | -                             |
| 01.04.1943 года | Карельский фронт            | 19-я армия | -                                 | -                             |
| 01.05.1943 года | Карельский фронт            | 19-я армия | -                                 | -                             |
| 01.06.1943 года | Карельский фронт            | 19-я армия | -                                 | -                             |
| 01.07.1943 года | Карельский фронт            | 19-я армия | -                                 | -                             |
| 01.08.1943 года | Карельский фронт            | 19-я армия | -                                 | -                             |
| 01.09.1943 года | Карельский фронт            | 19-я армия | -                                 | -                             |
| 01.10.1943 года | Карельский фронт            | 19-я армия | -                                 | -                             |
| 01.11.1943 года | Карельский фронт            | 19-я армия | -                                 | -                             |
| 01.12.1943 года | Карельский фронт            | 19-я армия | -                                 | -                             |
| 01.01.1944 года | Карельский фронт            | 19-я армия | -                                 | -                             |
| 01.02.1944 года | Карельский фронт            | 19-я армия | -                                 | -                             |
| 01.03.1944 года | Карельский фронт            | 19-я армия | -                                 | -                             |
| 01.04.1944 года | Карельский фронт            | 19-я армия | -                                 | -                             |
| 01.05.1944 года | Карельский фронт            | 19-я армия | -                                 | -                             |
| 01.06.1944 года | Карельский фронт            | 19-я армия | -                                 | -                             |
| 01.07.1944 года | Карельский фронт            | 19-я армия | -                                 | -                             |
| 01.08.1944 года | Карельский фронт            | 19-я армия | -                                 | -                             |
| 01.09.1944 года | Карельский фронт            | 19-я армия | -                                 | -                             |
| 01.10.1944 года | Карельский фронт            | 19-я армия | 133-й стрелковый корпус           | -                             |
| 01.11.1944 года | Карельский фронт            | 19-я армия | 133-й стрелковый корпус           | -                             |
| 01.12.1944 года | Резерв Ставки ВГК           |            | 133-й стрелковый корпус           | -                             |
| 01.01.1945 года | 2-й Украинский фронт        | -          | 133-й стрелковый корпус           | -                             |
| 01.02.1945 года | 3-й Украинский фронт        | 26-я армия | 133-й стрелковый корпус           | -                             |
| 01.03.1945 года | 3-й Украинский фронт        | 26-я армия | 133-й стрелковый корпус           | -                             |
| 01.04.1945 года | 3-й Украинский фронт        | 57-я армия | 6-й гвардейский стрелковый корпус | -                             |
| 01.05.1945 года | 3-й Украинский фронт        | 57-я армия | 133-й стрелковый корпус           | -                             |

## Состав
- 217-й стрелковый полк
- 242-й стрелковый полк
- 273-й стрелковый полк
- 290-й артиллерийский полк
- 502-й гаубичный артиллерийский полк (до 14.10.1941)
- 161-й отдельный истребительно-противотанковый дивизион
- 391-я зенитная батарея (359-й отдельный зенитный артиллерийский дивизион) (до 29.05.1943)
- 369-й миномётный дивизион (с 14.10.1941 по 09.11.1942)
- 163-я отдельная разведывательная рота (163-й разведывательный батальон)
- 276-й отдельный сапёрный батальон
- 234-й отдельный батальон связи (831-я отдельная рота связи)
- 352-й отдельный медико-санитарный батальон
- 25-я отдельная рота химической защиты
- 202-я (161-я) автотранспортная рота
- 171-я полевая хлебопекарня (183-й полевой автохлебозавод)
- 243-й дивизионный ветеринарный лазарет
- 26-я дивизионная ремонтная мастерская
- 280-я (52555-я) полевая почтовая станция
- 194-я (335-я) полевая касса Государственного банка
- 175 стрелковый полк (с середины октября 1941 г.)

## Награды частей дивизии
- 242-й стрелковый Краснознамённый[5] полк
- 273-й стрелковый Краснознамённый полк
- 290-й артиллерийский Краснознамённый[5] полк

## Укомплектованность
- на 22.06.1941 года: личный состав 8373 человека, 8958 винтовок, 360 ручных пулемётов, 156 станковых пулемётов, 64 противотанковых 45-мм пушек, 33 76-мм пушки, 34 122-мм гаубицы, 12 152-мм гаубиц, 141 миномёт, 127 автомашин, 50 тракторов, 1766 лошадей.

## Командование дивизии

### Командиры
- Щербаков, Владимир Иванович (03.1939 — 01.1941), комбриг, с 4.06.1940 генерал-майор[1];
- Морозов, Степан Ильич (17.01.1941 — 28.08.1941), генерал-майор;
- Внуков, Иван Иванович (29.08.1941 — 29.10.1942), полковник;
- Жуков, Георгий Андреевич (30.10.1942 — 23.09.1944), полковник, с 1.09.1943 генерал-майор;
- Москалёв, Игнатий Алексеевич (24.09.1944 — 11.10.1944), полковник;
- Обыденкин, Иван Васильевич (12.10.1944 — 15.05.1945), полковник[6][7].

### Военные комиссары (с 9.10.1942 заместители командира дивизии по политической части)
- Каплуновский Андрей Павлович (03.1939 — 20.10.1941), старший батальонный комиссар, полковой комиссар[1]
- Дунаев Александр Фёдорович (20.10.1941 — 13.05.1943), старший батальонный комиссар, с 5.12.1942 полковник;
- Павлинский Александр Алексеевич (22.05.1943 — 16.06.1943), полковник[8].

### Начальники штаба дивизии
- Внуков Иван Иванович (03.1939 — 28.08.1941), подполковник[1];

### Начальники политотдела, с 06.1943 он же заместитель командира по политической части
- Донской Николай Семёнович (17.02.1941 — 27.02.1942), полковой комиссар;
- Купервацкий Исаак Фёдорович (23.03.1943 — 16.06.1943), старший батальонный комиссар, с 25.11.1942 подполковник;
- Павлинский Александр Алексеевич (16.06.1943 — 11.08.1944), полковник;
- Таратынов Александр Михайлович (11.08.1944 — 15.09.1945), майор с 28.09.1944 подполковник[8].

## Отличившиеся воины
| Награда | Ф. И. О.                      | Должность                                                                       | Звание                | Дата награждения      | Примечания |
| ------- | ----------------------------- | ------------------------------------------------------------------------------- | --------------------- | --------------------- | --- |
|         | Данилов, Николай Фёдорович    | политрук мотострелковой роты 163-го отдельного разведывательного батальона      | заместитель политрука | 05.02.1943            | Посмертно. 25.07.41г. повёл в бой мехроту 163-го ОРБ во время прорыва финнов к дороге ст. Кутса — ур. Кенепало, ведущей в тыл 104 стр. дивизии 42 стрелкового корпуса. |
|         | Грязнов, Александр Матвеевич  | командир лёгкого плавающего танка 163-го отдельного разведывательного батальона | ефрейтор              | 22.07.1943            | Посмертно. Вместе с механиком-водителем А. С. Игнатовым (награждён орденом Ленина) осуществлял боевой дозор перед боевым охранением 217 стрелкового полка по дороге Миккола-Вуориярви. 6.07.1941 г. вступил в бой с авангардом 12-го финского пехотного полка. После потери танком управления подорвал себя вместе с танком гранатой. Посмертно присвоено звание мл. сержант. |
|         | Заковряшин, Ефим Степанович   | Командир отделения разведки 242-го стрелкового полка                            | сержант старшина      | 05.05.1944 27.09.1944 | в составе дивизии 3-я и 2-я степени ордена |
|         | Капустин, Владимир Дмитриевич | политический руководитель роты 95-го горнострелкового полка                     | политрук              | 05.02.1940            | посмертно |
|         | Кузнецов, Алексей Кириллович  | начальник штаба 273-го стрелкового полка                                        | майор                 | 22.07.1943            | Посмертно. По приказу командования возглавил арьергард 42-го стрелкового корпуса в составе 1-го батальона 273 стрелкового полка лейтенанта Гераськина А. В., штабных работников и роты связи. 28 августа 1-й батальон 273 сп принял на себя удар 33-го пехотного полка 6-й пехотной дивизии финнов, развивавшей наступление на Алакуртти по шоссейной дороге. Погиб в бою 28.08.41г. на 6-м километре шоссе Алакуртти—Кайрала при выходе финнов на правый фланг батальона. 1-й батальон 273 сп, выполнив боевую задачу по сдерживанию противника, к 12 часам по полудню получил приказ на выход из боя. |
|         | Поросенков, Павел Фёдорович   | помощник командира взвода 95-го стрелкового полка                               | младший командир      | 05.02.1940            | В ходе боя в районе посёлка Луостари 2—3 декабря огнём из ручного пулемёта нанёс противнику большой урон. В бою были захвачены 3 орудия и два станковых пулемёта, из которых бойцы открыли огонь по врагу |